# Ford Power Stroke
Ford Power Stroke — дизельный двигатель внутреннего сгорания, выпускаемый компанией Ford Motor Company с 1994 года. До 2010 года двигатель выпускался компанией Navistar International. Устанавливается на автомобили Ford F-Series (включая Ford Super Duty), Ford E-Series, Ford Excursion и Ford LCF. В Южной Америке двигателем Power Stroke оснащается Ford Ranger.
С 1994 года семейство двигателей Power Stroke являлось ребрендингом двигателей Navistar International, которые устанавливались на среднетоннажные грузовые автомобили. С 2011 года компания Ford Motor Company производит собственные двигатели.

## Технические характеристики
| Объём | Тип             | Производство                                      |
| ----- | --------------- | ------------------------------------------------- |
| 7.3   | 16-клапанный V8 | 19941⁄2—2003                                      |
| 6.0   | 32-клапанный V8 | 20031⁄2—2007 (Super Duty) 20031⁄2—2010 (E-Series) |
| 6.4   | 32-клапанный V8 | 2008—2010                                         |
| 6.7   | 32-клапанный V8 | 2011 — настоящее время                            |
| 3.2   | 20-клапанный I5 | 2015 — настоящее время                            |
| 3.0   | 24-клапанный V6 | 2018 — настоящее время                            |